# Cantonul Douvaine
Cantonul Douvaine este un canton din arondismentul Thonon-les-Bains, departamentul Haute-Savoie, regiunea Rhône-Alpes, Franța.

## Comune
- Ballaison
- Bons-en-Chablais
- Brenthonne
- Chens-sur-Léman
- Douvaine (reședință)
- Excenevex
- Fessy
- Loisin
- Lully
- Massongy
- Messery
- Nernier
- Veigy-Foncenex
- Yvoire